# 健康保险便利和责任法案
《健康保险可携性和责任法案》(英語：Health Insurance Portability and Accountability Act，縮寫，又名肯尼迪-卡斯鲍姆法案)由美国第104届国会制定，并由比尔·克林顿总统于1996年8月21日签署通过。此法案现代化了医疗保健信息流，规定了医疗和医保行业中个人身份信息应受到保护，并解决了医疗保险的一些短板。在未经患者和患者授权代表同意的情况下，此法案禁止医疗保健提供者和医疗保健企业(覆盖实体)向患者和患者授权代表以外的任何人披露受保护的信息。除了非常有限的例外，它不限制患者接收与个人相关的信息。本法案不禁止患者出于自愿分享健康信息。患者向家庭成员、朋友或不属于保险实体的其他个人分享健康信息时，此法案也不要求信息接受者签署保密协议。
该法案由五个部分组成。第一章保障雇员及其家人在更换或失去工作时的健康保险；第二章，即《简化行政条例》，要求为医疗提供者、健康保险计划和雇主的电子医疗保健交易制定全国统一标准；第三章制定了税前医疗支出账户的相关准则；第四章制定了团体健康计划的相关准则；第五章规定了公司人寿保险政策。
该法案制定了一系列安全标准，就保健计划、供应商以及结算中心如何以电子文件的形式来传送、访问和存储受保护的健康信息做出详细的规定。法案规定在确保私密性的情况下保存病人信息档案六年，还详细规定了医疗机构处理病人信息规范，以及违法保密原则、通过电子邮件或未授权的网络注销病人档案的处罚方案。

## 外部連結
- Administrative Simplification Overview - Centers for Medicare & Medicaid Services（页面存档备份，存于） （英文）
- OHII Home（CalOHI）（英文）

1. ↑  Atchinson, Brian K.; Fox, Daniel M. . Health Affairs. 1997-05, 16 (3): 146–150. doi:10.1377/hlthaff.16.3.146.
2. ↑   (PDF). （原始内容 (PDF)存档于2012-06-16）.
3. ↑  . Public Law.
4. ↑  . 2018-05-28  [2022-09-18]. （原始内容存档于2019-04-17） （美国英语）.
5. ↑  Rights (OCR), Office for Civil. . HHS.gov. 2008-11-19  [2022-09-18]. （原始内容存档于2023-02-19） （英语）.
6. ↑  . www.dol.gov.   [2022-09-18]. （原始内容存档于2016-12-20）.
7. ↑  . www.cms.gov.   [2022-09-18]. （原始内容存档于2023-01-05）.